# Сталиньская, Дорота
Дорота Сталиньская (пол. Dorota Stalińska) — польская актриса театра, кино и телевидения, также актриса озвучивания.

## Биография
Дорота Сталиньская родилась 1 июня 1953 года в Гданьске. Актёрское образование получила в Государственной высшей театральной школе (теперь Театральная академия им. А. Зельверовича) в Варшаве, которую окончила в 1976 году. Дебютировала в театре в 1976 г. Актриса Театра на Воли в Варшаве. Выступает в спектаклях «театра телевидения» с 1976 года.

## Избранная фильмография

#### актриса
- 1972 — Секс-подростки / Seksolatki
- 1976 — Человек из мрамора / Człowiek z marmuru
- 1978 — Роман и Магда / Roman i Magda
- 1978 — Свадьбы не будет / Wesela nie bedzie
- 1980 — Без любви / Bez miłości
- 1981 — Любовь тебе всё простит / Miłość ci wszystko wybaczy
- 1982 — Крик / Krzyk
- 1984 — Секс-миссия / Seksmisja
- 1985 — Девушки из Новолипок / Dziewczęta z Nowolipek
- 1986 — Га, га. Слава героям / Ga, ga. Chwała bohaterom
- 1988 — Декалог 3 / Dekalog 3
- 1992 — Фердидурка / 30 Door Key

#### польский дубляж
- 101 далматинец

## Признание
- 1983 — Награда CAALA и награда CIDALC на МКФ в Сан-Себастьяне (фильм «Крик»).